# Dictyophorus spumans
Dictyophorus spumans is een rechtvleugelig insect uit de familie Pyrgomorphidae. De wetenschappelijke naam van deze soort is voor het eerst geldig gepubliceerd in 1787 door Thunberg.